# Pellenes dilutus
Pellenes dilutus là một loài nhện trong họ Salticidae.
Loài này thuộc chi Pellenes. Pellenes dilutus được Dmitri Viktorovich Logunov miêu tả năm 1995.